# 院家
院家（いんげ）とは、
1. 寺院を構成する塔頭のこと。
2. 出身身分に由来する僧侶の身分。門跡に次ぐ。
3. 寺院の格式の一種[1]。
4. 近世の浄土真宗における寺格の一つ[1]。

## 寺院塔頭としての院家
単に「院」とも呼ばれる。大寺院の内部においてその一郭を占めて、寺院本体とは別に独自の所領・組織を保有した別院を構成する塔頭及びそこに止住する僧侶集団を指す。本来、寺院の僧侶は三面僧房で共同生活を送ることが原則とされていたが、僧侶の中には修行に専念するために独自の僧房を設置して独立空間を構える者もいた。これが院家のルーツである。特に複数の宗派が混在する寺院が多かった平安時代においては、同じ宗派を信奉する僧侶が1つの院家において集団生活を行い、修行・研究の場とするケースも多かった。
なお、後世では門跡寺院において、下記の僧侶身分の院家が止住する塔頭のことも指した。

## 僧侶身分としての院家
皇族及び貴族身分出身の僧侶。後に、同身分が居住する塔頭のことも指した（後述）。
元は昌泰2年（899年）の宇多上皇出家の際に、上皇とともに仁和寺の院家の1つであった「御室」に付き従って出家した皇族・貴族達を指した。当初は「門跡」と混同して用いられていたが、後には門跡に次いでこれを補佐する身分とされて門跡に就任するための要件とも考えられるようになった。このため、院家は平民出身の凡僧とは格別した身分的特権が与えられるようになるとともに、その実家の財政力を背景に既存の院家を獲得あるいは新規に創設することが盛んに行われるようになった。

## 寺院の格式としての院家
宇多天皇が出家して仁和寺に入った際に、それに従った皇族を院家衆と称したことに始まる。のちに、親王や貴族が出家して、その法系を継ぐ寺室を院家と称するようになった。鎌倉時代以降には、門跡に付随する由緒ある寺院を指すようになった。
門跡寺院に付属する院家の代表的なものとしては延暦寺の青蓮院、興福寺の一乗院・大乗院、醍醐寺の三宝院、南禅寺の金地院、相国寺の鹿苑院などが挙げられる。こうした院家からは凡僧は排除されて皇族・貴族身分の学侶だけが止住を許されていた。
また、新たに門跡寺院に加えられた寺院が自己の別院・末寺を院家として設定することも行われており、永禄3年（1560年）には前年の本願寺の門跡寺院指定に伴って摂津富田の教行寺や伊勢長島の願証寺などの9ヶ所の末寺が尊朝法親王によって院家として定められている。